# Afromontane
 (août 2016).

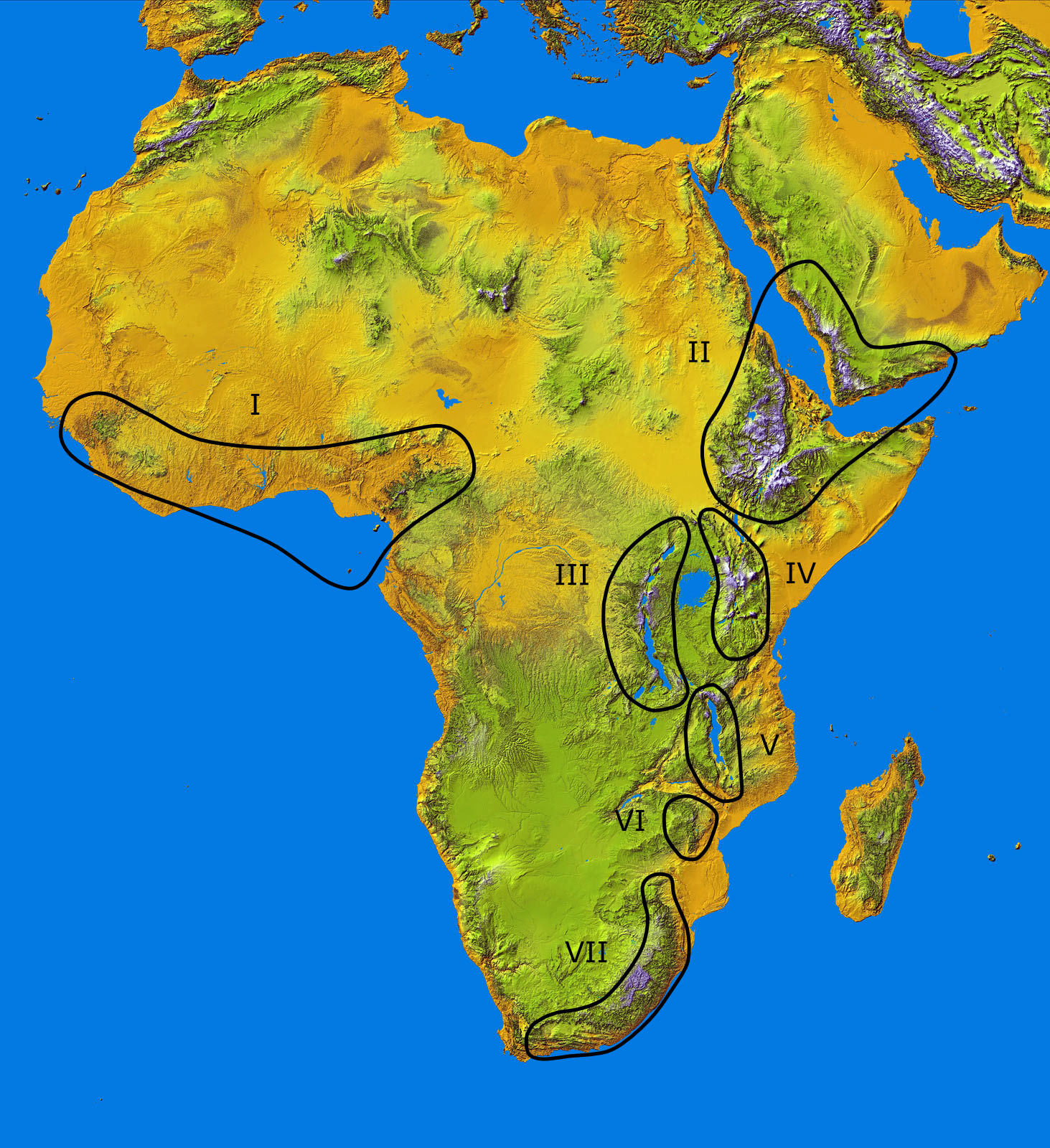
Zones d'afromontane
I. Hautes-terres d'Afrique de l'ouest et du Cameroun
II. Plateaux d'Éthiopie et hautes-terres de la péninsule arabique
III. Rift Albertin occidental
IV. Rift oriental
V. Rift austral
VI. Hautes-terres orientales
VII. Drakensberg.

L'afromontane est une sous-région de l'écozone afrotropicale ; les espèces végétales et animales correspondantes sont communes aux montagnes d'Afrique et au sud de la péninsule arabique. Les régions d'afromontane d'Afrique sont discontinues, séparées par des basses-terres. On les appellent parfois « archipel d'afromontane » ou « archipel afromontagnard » car leur distribution géographique est similaire à celles de sky islands.

## Géographie

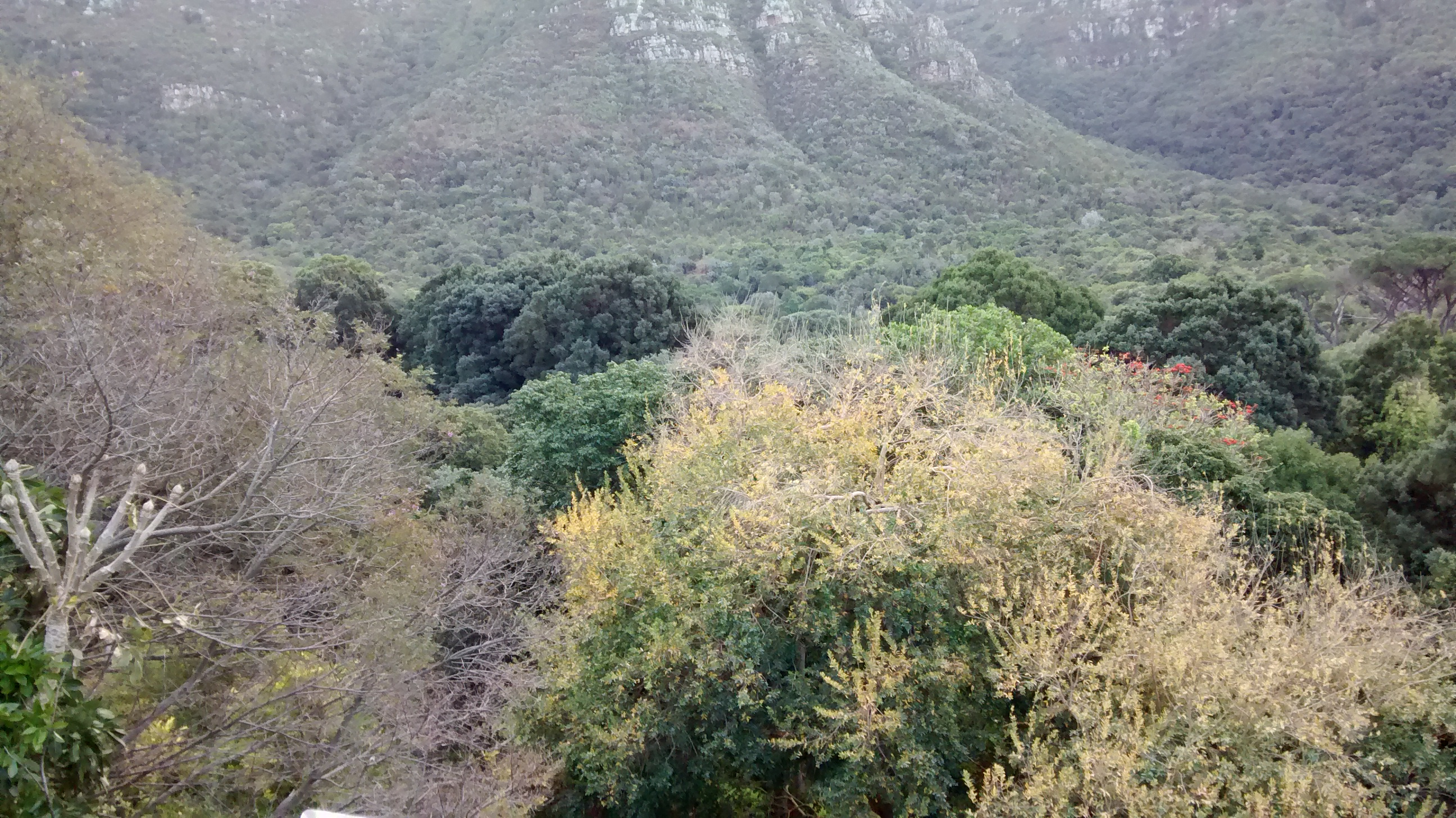
Canopée d'une forêt d'afromontane (Le Cap, Afrique du Sud).

Les espèces représentatives se trouvent entre 1 500 à 2 000 m vers l'équateur et 300 m d'altitude dans les forêts d'altitude de Knysna et Amatole d'Afrique du Sud. Les forêts d'afromontane sont généralement plus fraîches et plus humides que les basses-terres qu'elles surmontent.
L'archipel d'afromontane suit la majeure partie du rift est-africain, depuis la mer Rouge jusqu'au Zimbabwe ; cet archipel couvre aussi de larges zones des plateaux d'Éthiopie, du rift Albertin (Ouganda, Rwanda, Burundi, République démocratique du Congo, Tanzanie) ainsi que les hautes-terres du Kenya et de la Tanzanie. Les autres zones d'afromontane incluent le Drakensberg en Afrique du Sud, les hauts-plateaux du Cameroun ainsi que la ligne de volcans du Cameroun, laquelle comprend le mont Cameroun, l'île de Bioko et celle de São Tomé.

## Flore
Quoique certaines enclaves d'afromontanes soient grandement éloignées, elles partagent une diversité végétale qui les distinguent des basses-terres qu'elles surmontent. La famille des Podocarpaceae et notamment le genre Podocarpus et Afrocarpus (des conifères) sont des arbres typiques de l'écozone aux côtés de Prunus africana, d'Hagenia abyssinica, de Juniperus procera et d'Olea. Dans les montagnes les plus hautes, les bois et forêts d'afromontane forment une zone de transition avec une zone plus haute, nommée « afroalpine », faite de prairies, prairies arbustives ou de prairies à bruyères.
Les plantes de la famille des Curtisiaceae et des Oliniaceae sont endémiques de l'afromontane et les Barbeyaceae sont quasi-endémiques. Les arbres Afrocrania, Balthasaria, Curtisia, Ficalhoa, Hagenia, Kiggelaria, Leucosidea, Platypterocarpus, Trichocladus, Widdringtonia et Xymalos sont endémiques ou quasi-endémiques, comme ceux du genre Ardisiandra, Cincinnobotrys et Stapfiella.

## Distribution
En Afrique du Sud, les forêts d'afromontane couvrent environ 0,5 % des terres. Elles se retrouvent le long du massif du Drakensberg, depuis la province du Limpopo, au nord-est, jusqu'à la province du Cap occidental, au sud-ouest. On les rencontre généralement dans des zones bien arrosées, y compris dans les ravins et sur les versants sud des reliefs. Elles ne résistent pas au feu et les incendies, fréquents dans le fynbos, la savane et les prairies qui les entourent, limitent leur expansion. Malgré leur faible extension géographique, les forêts d'afromontane d'Afrique du Sud produisent des bois utiles, en particulier le Real Yellowwood (Podocarpus latifolius), l'Outeniqua Yellowwood (Afrocarpus falcatus) et le Stinkwood (Ocotea bullata).

## Écorégions d'afromontane
Forêts décidues humides tropicales et subtropicales
- Forêts d'altitude du rift Albertin (République démocratique du Congo, Burundi, Rwanda, Tanzanie, Ouganda)
- Forêts des hauts plateaux camerounais (Cameroun, Nigeria)
- Forêts d'altitude d'Afrique orientale (Kenya, Soudan du Sud, Tanzanie, Ouganda)
- Forêts de l'arc oriental (Tanzanie, Kenya)

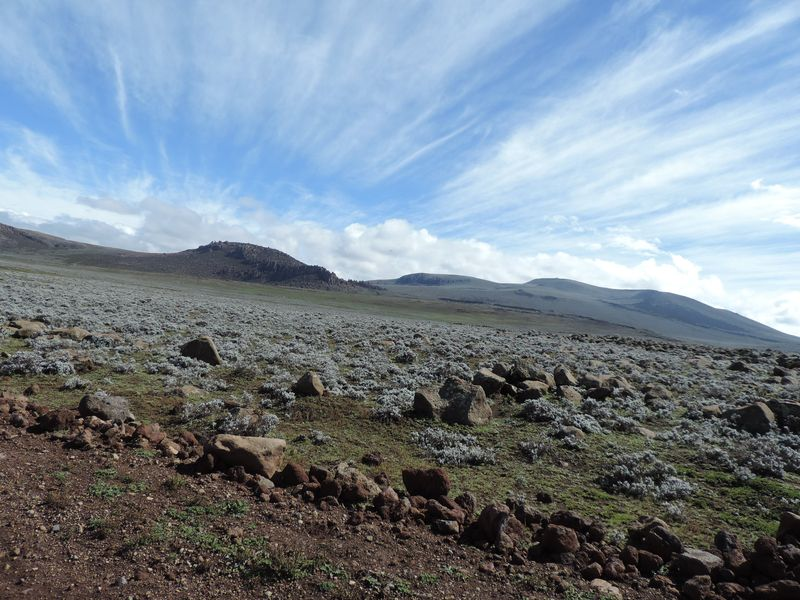
Étage afro-alpin (plateau Sanetti, Éthiopie).

- Plateaux d'Éthiopie (Djibouti, Érythrée, Éthiopie, Somalie, Soudan)
- Forêts d'altitude guinéennes (Guinée, Côte d'Ivoire, Liberia, Sierra Leone)
- Forêts d'altitude de Knysna et Amatole (Afrique du Sud)
- Forêts tempérées d'Afrique australe (province du Cap occidental en Afrique du Sud)
- Forêts d'altitude du mont Cameroun et de Bioko (en) (Cameroun, Guinée équatoriale)

Prairies et terres arbustives de montagne
- Mosaïque de forêt-prairie d'altitude d'Angola (en) (Angola)
- Savanes et bois du grand escarpement d'Angola (en) (Angola)
- Montagne du Drakensberg (Lesotho, Afrique du Sud, Eswatini)
- Landes d'altitude d'Afrique de l'Est (Kenya, Soudan du Sud, Tanzanie, Ouganda)
- Mosaïque de forêt-prairie d'altitude du Zimbabwe oriental (Mozambique, Zimbabwe)
- Prairies et bois d'altitude d'Éthiopie (Érythrée, Éthiopie)
- Plateaux d'Éthiopie (Éthiopie)
- Highveld (Lesotho, Afrique du Sud)
- Plateau de Jos (Nigeria)
- Brousses et fourrés du Maputaland-Pondoland (en) (Mozambique, Afrique du Sud, Eswatini)
- Forêts tempérées d'Afrique australe (Province du Cap occidental d'Afrique du Sud)
- Landes d'altitude de Rwenzori-Virunga (République démocratique du Congo, Rwanda, Ouganda)
- Mosaïque de prairie-forêt du Malawi austral (Malawi, Mozambique)
- Mosaïque de forêt-prairie du rift austral (en) (Malawi, Tanzanie)

Déserts et terres arbustives xériques
- Forêts d'altitude du sud de la péninsule arabique (en) (Arabie Saoudite, Yemen)